# Werner Löser
Werner Löser SJ (* 10. April 1940 in Olpe) ist ein deutscher römisch-katholischer Geistlicher, Theologe und Dogmatiker.

## Leben
Werner Löser, ältestes von vier Geschwistern aus der Ehe von Rudolf Löser und Therese Löser, geborene Wiese, besuchte von 1946 bis 1951 in Olpe die Volksschule und von 1951 bis 1960 das Städtische Neusprachliche Gymnasium.
Am 26. April 1960 trat er im Schloss Eringerfeld ins Noviziat der Ordensgemeinschaft der Jesuiten ein. Zwei Jahre später legte er dort die ersten Gelübde ab. Nach einem kurzen Juniorat, das ebenfalls in Eringerfeld stattfand und dem Studium der alten Sprachen diente, begann er im Herbst 1962 das Philosophiestudium am Berchmannskolleg in Pullach. Im Juli 1965 schloss er dieses Studium mit dem Lizentiat ab. Von 1965 bis 1967 war er als Präfekt im Internat des Immaculata-Kollegs in Büren tätig. Im September 1967 wechselte er an die PTH Sankt Georgen, wo er von 1967 bis 1971 das Theologiestudium absolvierte. Die Priesterweihe empfing er am 25. Juli 1970 im Frankfurter Dom durch Hans Ludvig Martensen SJ. Im Juli 1971 legte er in Frankfurt das Lizentiatsexamen ab. Im September 1971 wechselte er nach Freiburg im Breisgau, wo er bis 1975 ein theologisches Aufbaustudium absolvierte. Nach der Dissertation bei Karl Lehmann mit dem Titel Im Geiste des Origenes. Hans Urs von Balthasar als Interpret der Theologie der Kirchenväter wurde er zum Doctor theologiae promoviert. In den Freiburger Jahren war er auch als Assistent Karl Lehmanns tätig.
Im August 1975 kehrte er nach Frankfurt am Main zurück, wo er in Sankt Georgen zu dozieren begann. Am 2. Februar 1979 legte er die letzten Gelübde ab. Von 1976 bis 1996 war er regelmäßig in der Pfarrei St. Aureus und Justina in Oberursel-Bommersheim seelsorglich tätig.
Werner Löser war bis zu seiner Emeritierung 2008 Professor für dogmatische und ökumenische Theologie. Von 1988 bis 1992 hatte er das Amt des Hochschulrektors in Sankt Georgen inne. Von 1992 bis 1998 war er Rektor des Kollegs und der Kommunität von Sankt Georgen. Von Mai 1993 bis September 1994 und von Mai 1999 bis August 2000 war er in Sankt Georgen zusätzlich zu seinen sonstigen Aufgaben Pater Minister der Kommunität. Von 2003 bis 2013 war er Hauptschriftleiter der Zeitschrift Theologie und Philosophie.
Seit 2009 lebt er in der Kommunität des Ignatiushauses in Frankfurt, wo ihm das Amt des Superiors anvertraut wurde, das er bis zum Februar 2015 wahrnahm.